# Yasutoshi Miura
Yasutoshi Miura (jap. 三浦 泰年, Miura Yasutoshi; * 15. Juli 1965 in Shizuoka, Präfektur Shizuoka) ist ein japanischer Fußballtrainer und ehemaliger Fußballspieler.

## Karriere

### Verein
Nachdem Yasutoshi Miura die Shizuoka Gakuen High School abgeschlossen hatte, schloss er sich im Jahre 1986, über den brasilianischen Klub Santos, Yomiuri (später Verdy Kawasaki) an. Beim Klub gewann er die Meisterschaft der Japan Soccer League dreimal, einmal den JSL Cup, sowie zweimal den Emperor’s Cup. Zudem konnte im Jahre 1987 die Asian Club Championship gewonnen werden. 1992 verschlug es Miura dann zu Shimizu S-Pulse, für den er 104 Einsätze absolvierte. 1996 wechselte er zurück zu Verdy Kawasaki, wo er 1996 den Kaiserpokal gewann. Aufgrund immer gering wertender Einsatzzeit wechselte Miura 1999 zu Avispa Fukuoka, wo er wieder regelmäßig in der Startaufstellung stand. Nach dem Abstieg im Jahr 2001 in die J2 League mit Avispa, wechselte Miura zu 2002 zu Vissel Kobe, wo er nach einem Jahr seinen Rücktritt im Alter von 38 Jahren bekannt gab.

### Nationalmannschaft
1993 debütierte Miura für die japanische Fußballnationalmannschaft. Miura bestritt drei Länderspiele.

### Trainer
Nach dem Bekanntwerden seines Karriereendes blieb Miura seinem Klub Vissel Kobe treu und bekleidete für ein Jahr die Rolle des Sportdirektors, bevor in der Folgesaison auch das Co-Trainer Amt übernahm. Am Ende der Saison verließ er Vissel Kobe und zog sich aus dem Fußball zurück.
Im Jahre 2011 kehrte er jedoch auf die Fußballbühne zurück, als er den Zweitligisten Giravanz Kitakyushu als Trainer übernahm und den als Abstiegskandidaten geltenden Verein, zu einem achten Platz der Saison 2011 und zu einem neunten Platz in der Folgesaison führte. 2013 wechselte Miura nach zwei Saisonen bei Giravanz Kitakyushu zum Ligakonkurrenten Tokyo Verdy, wo er allerdings nach schlechten Ergebnissen im September 2014 entlassen wurde. Der Klub befand sich zu diesem Zeitpunkt auf dem 20 Tabellenplätze, nur zwei Plätze vor dem Schlusslicht der Liga. Nach seinem Rauswurf schloss er sich 2015 dem thailändischen Klub Chiangmai FC an, wo er abermals aufgrund schlechter Leistungen, noch im gleichen Jahr entlassen wurde. 2016 kehrte er nach Japan zurück, um in der dritten Liga Kataller Toyama zu trainieren. Nach einem Jahr in Toyama zog es Miura weiter zum Kagoshima United FC. 2018 sicherte er sich mit Kagoshima den zweiten Platz in der Tabelle und verhalf damit dem Klub zu seinem ersten Aufstieg in die zweite Liga der Vereinsgeschichte, allerdings trat er am Ende dieser Saison auch als Trainer zurück. Am 25. Juli 2021 unterschrieb er in Suzuka einen Vertrag als Manager bei dem Viertligisten Suzuka Point Getters.

## Erfolge
- Japan Soccer League: 1986/87, 1990/91, 1991/92
- Kaiserpokal: 1986, 1987, 1996

## Auszeichnungen
- Japan Soccer League Best Eleven: 1990/91